# Sobrado (Lleó)
Sobrado' és un municipi de la província de Lleó a la comunitat autònoma de Castella i Lleó. Forma part de la comarca d'El Bierzo i és un dels municipis en els quals es parla gallec. Comprèn els nuclis de:
- Cabarcos
- Cabeza del Campo
- Cancela
- Friera
- Aguiar
- Portela de Aguiar
- Requejo de Portela de Aguiar
- Sobrado
- Sobredo

## Demografia
| 1991 | 1996 | 2001 | 2004 |
| ---- | ---- | ---- | ---- |
| 632  | 570  | 521  | 494  |